# Cicaré CH-3 Colibri
Die Cicaré CH-3 Colibrí war ein Hubschrauber des argentinischen Herstellers Cicaré Helicópteros.

## Geschichte
Im Jahre 1973 begann Augusto Cicaré mit der Entwicklung seines dritten Hubschraubers, der CH-3 Colibrí. Der Prototyp wurde 1974 fertiggestellt. Aufgrund einer zwischenzeitlich ergangenen Forderung der Fuerza Aérea Argentina nach einem Hubschrauber für Schulungen und landwirtschaftliche Aufgaben wurde er – noch bevor er flog – zwischen 1975 und 1976 umgebaut, woraus die Variante C.K.1 entstand. Letztlich erfolgte der Erstflug Anfang 1976. Obwohl die Luftwaffe mit den Leistungen zufrieden war und 5 Vorserienexemplare bestellte, wurde diese Bestellung aus unbekannten Gründen wieder storniert.

## Konstruktion
Der CH-3 war ein 2- bzw. 3-sitziger Hubschrauber mit nebeneinander angeordneten Sitzen und einer geschlossenen Kabine. Der Rumpf bestand aus einer Stahlrohrkonstruktion, welche mit Aluminiumblechen verkleidet war. Der Vierblatt-Hauptrotor wurde, ebenso wie der Heckrotor, von einem Lycoming-HO-360-D1A-Vierzylinder-Boxermotor mit 149 kW angetrieben.

## Varianten
- CH-3 – der ursprüngliche Entwurf; sollte von einem von Augusto Cicaré modernisierten Chrysler-V8-Motor mit 147 kW angetrieben werden. – Nie geflogen.
- C.K.1 – nach den Forderungen der Fuerza Aérea Argentina umgebauter Prototyp mit Lycoming-HO-360-D1A-Vierzylinder-Boxermotor mit 149 kW.

## Technische Daten
| Kenngröße             | Daten                                                      |
| --------------------- | ---------------------------------------------------------- |
| Besatzung             | 1                                                          |
| Passagiere            | 2                                                          |
| Länge                 | 8,53 m                                                     |
| Höhe                  | 2,47 m                                                     |
| Rotordurchmesser      | 4,47 m                                                     |
| Leermasse             | 469 kg                                                     |
| max. Startmasse       | 800 kg                                                     |
| Reisegeschwindigkeit  | 120 km/h                                                   |
| Höchstgeschwindigkeit | 163 km/h                                                   |
| Dienstgipfelhöhe      | 3900 m                                                     |
| Reichweite            | 480 km                                                     |
| Triebwerke            | 1 × Lycoming-HO-360-D1A-Vierzylinder-Boxermotor mit 132 kW |